# 신흥동 (목포시)
신흥동(新興洞)은 대한민국 전라남도 목포시의 행정 구역이다.

## 개요
본래 무안군 이로면에 속하였으나 목포시에 편입되어 이로동의 관할에 속하였다가 이로동이 상동과 용해동으로 분동되어 상동에 속하였고 그 후 하당 신도심 택지개발로 인구가 급증하자 상동에서 다시 분동하여 새롭게「興」할 지역의 동이란 뜻으로 신흥동이라 칭하였다.

## 연혁
- 1963년 1월 1일 무안군 이로면에서 목포시로 편입되어 이로동(회) 관할
- 1994년 7월 6일 이로동이 상동과 용해동으로 분동되어 상동에 속함
- 1997년 1월 1일 상동에서 신흥동이 분동됨(목포시 조례 제1805호)

## 아파트
| 단지명         | 건설사   | 시행사     | 주소                       | 입주        | 비고 |
| -------------- | -------- | ---------- | -------------------------- | ----------- | ---- |
| 꿈동산 1차     | ㈜신안   | ㈜신안     | 하당남부로 25 (상동)       | 1995년 11월 |      |
| 꿈동산 2차     | ㈜신안   | ㈜신안     | 하당로 14 (상동)           | 1996년 12월 |      |
| 현대           | 현대건설 | 현대건설   | 통일대로37번길 33-1 (상동) | 1996년 10월 |      |
| 우미파크빌 5차 | 우미건설 | 선우개발㈜ | 평화로20번길 11 (상동)     | 2001년 6월  |      |